# Ladona julia

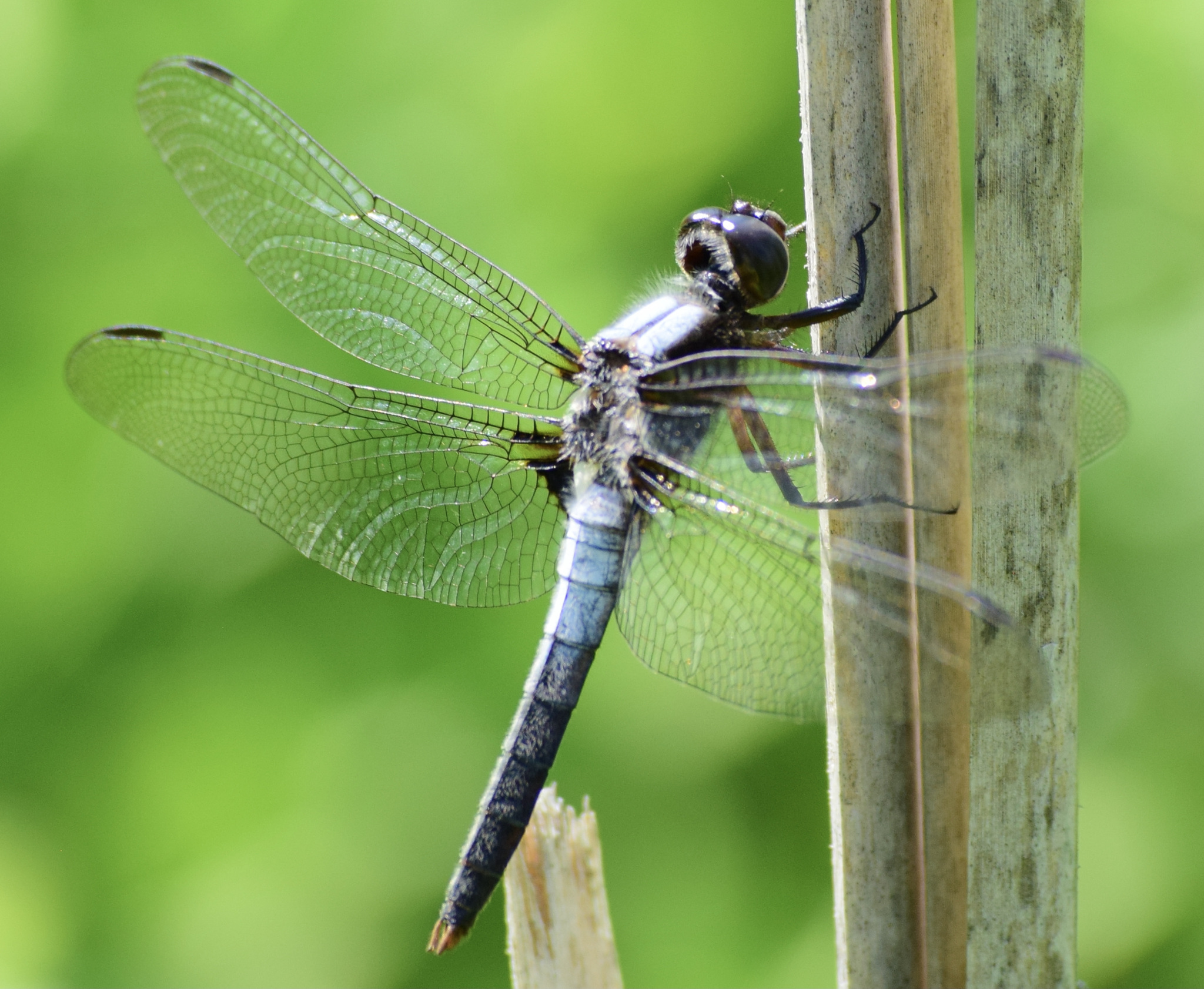
Ladona julia (Männchen)

Ladona julia Syn.: Libellula julia ist eine in den USA und Kanada verbreitete Libellen-Art der Familie Libellulidae.

## Merkmale
Der Thorax der Männchen ist wie ihr Abdomen meist Dunkelgrau bis Schwarz und besitzt auf den Basisabdomen (meist bis zum vierten und fünften Segment) hellgraue, leicht bläulich und weiße Bereiche. Die weiteren Hinterleibssegmente bis zum Ende das Abdomens sind Schwarz. Das Weibchen hat einen eher braunen Thorax mit dunklen Rändern an der Vorder- und Hinterbrust. Das Abdomen beim Weibchen ist bräunlich mit an den Außenseiten verlaufenden dunklen in der Regel schwarzen Streifen über alle Hinterleibssegmente. Die Antehumeralstreifen sind beim Männchen zwei breite weiße Streifen mit einer dunklen meist schwarzen Trennlinie, beim Weibchen zwei breite graue Streifen mit einer dunklen meist schwarzen Trennlinie. Sie sind bei beiden Geschlechtern stark ausgeprägt und gut zu erkennen. Bei frisch geschlüpften Libellen sind die Streifen in verblassten Farben sichtbar und verfärben sich mit zunehmendem Alter der Libelle bei beiden Geschlechtern.
Die Männchen haben schwarze und die Weibchen braune Basalflecke in beiden Flügeln, der ausgeprägtere Basalfleck ist im Hinterflügel und die schwarze Flügeladerung ist für den Vorder- und Hinterflügel bei beiden Geschlechtern normal ausgeprägt. Das Pterostigma ist bei beiden Geschlechtern als schwarze Flügelmale im Vorder- und Hinterflügel vorhanden.
Ausgewachsen erreicht Ladona julia eine Körperlänge von 38 bis 45 mm.

## Flugzeit
Imagines von Ladona julia haben eine Flugzeit die von Anfang Mai bis Mitte August reicht und sie kann aufgrund von jahreszeitlichen Temperaturschwankungen am Anfang und Ende der Flugzeit sowohl länger als auch kürzer sein. Der Höhepunkt an Imagines wird im späten Juni erreicht. Sie sind gut zu beobachten aufgrund der Vorliebe auf dem von der Sonne erwärmten Boden oder an sonnigen Stellen an Bäumen zu landen. Die Beobachtung ist auch an weiter von Wasserstellen entfernten Orten möglich, teilweise wurden Beobachtungen gemacht die fünf Kilometer vom nächsten Teich entfernt waren.

## Verbreitung
Sie ist in den USA in den Bundesstaaten Wisconsin, West Virginia, Washington, Virginia, Vermont, Utah, Rhode Island, Pennsylvania, Oregon, Ohio, Connecticut, Kalifornien, Idaho, Illinois, Indiana, Maine, Maryland, Massachusetts, Michigan, Minnesota, Montana, New Hampshire, New Jersey, sowie New York und in Kanada in den Provinzen Saskatchewan, Québec, Prince Edward Island, Ontario, Nova Scotia, New Brunswick, Manitoba, British Columbia und Alberta an ihr zusagenden Habitaten relativ häufig verbreitet und leicht zu beobachten. Ladona julia pflanzt sich in den Sommermonaten von Juli bis August erfolgreich fort, dabei schwebt das Männchen über dem Weibchen, dass die Eier mit einer kurzen Berührung des Abdomens auf der Wasseroberfläche und in kurzen Distanzen zur vorherigen Ablagestelle absetzt.
Eine Ausbreitung und Bestandszunahme in Verbindung mit dem Klimawandel ist bei einigen Libellenarten zu verzeichnen, jedoch betrifft dies Ladona julia nicht so stark wie andere Libellenarten. Die Einstufung der Libellenart in der Roten Liste wird von der IUCN als stabil und „ungefährdet“ (Least concern) aufgeführt.

## Lebensraum

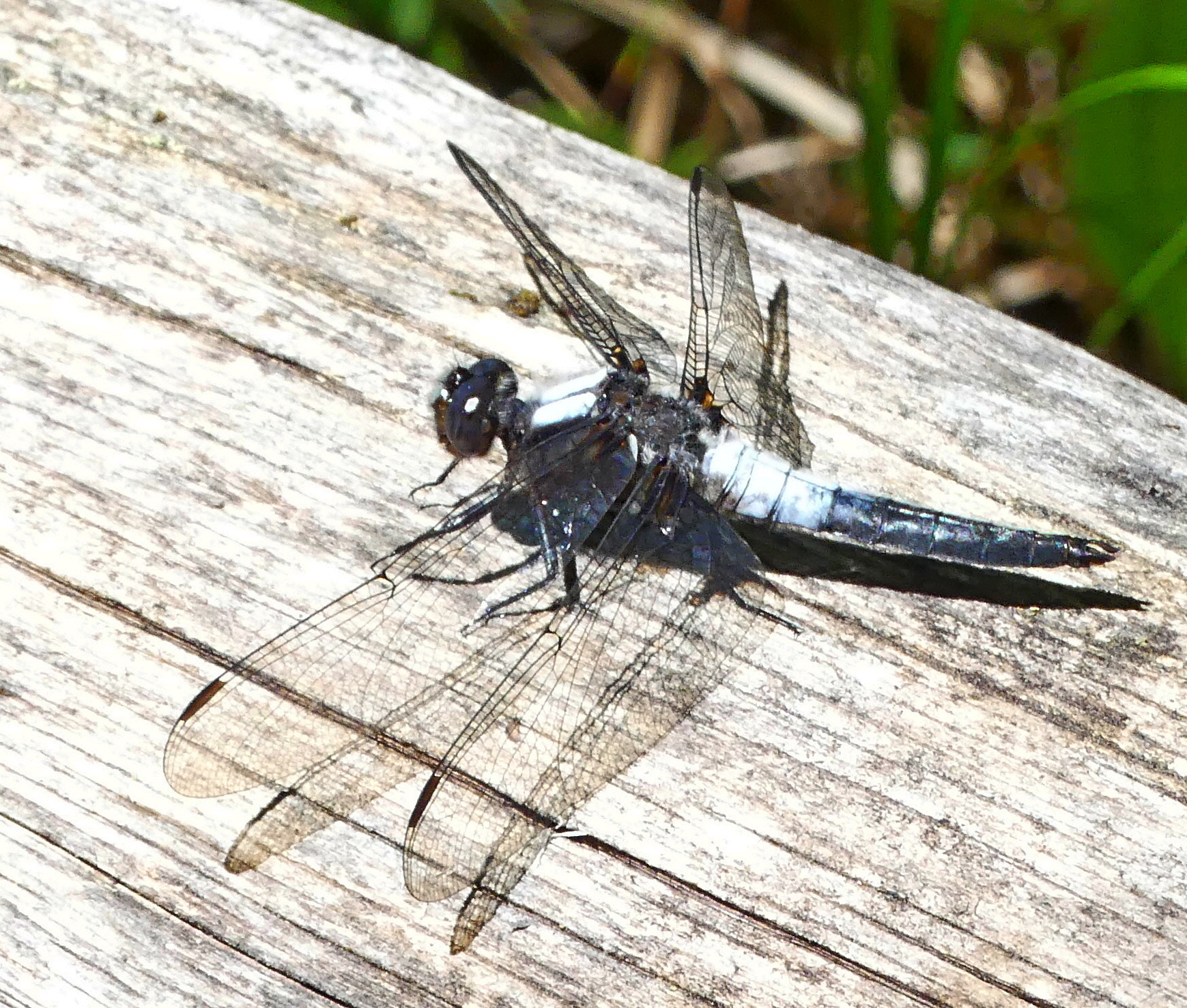
Männchen bei Sonnenbad

Die wärmeliebende Art besiedelt in warmen Regionen, wie dem Golden Horseshoe oder im klimatisch begünstigten Bereich um die Großen Seen in Kanada und den USA verschiedenste Biotope die eine Wasserfläche aufweisen und bevorzugt Wasser mit einem pH-Wert von weniger als 7 (sauer) besitzen. Dies reicht von Marschland, Sümpfen und Teichen mit starker Vegetation oder angrenzender Waldflächen bis hin zu pflanzenlosen Tümpeln, die sogar teilweise austrocknen können. In nördlichen Gefilden ist die Art hingegen wählerisch und bevorzugt flache, nicht zu stark bewachsene stehende Gewässer, die sich durch Sonneneinstrahlung schneller erwärmen können und Stellen zum Sonnenbaden ermöglichen.
Die Larven tolerieren zeitweise leichte Strömungen und an die chemische Zusammensetzung des Wassers bestehen keine besonderen Anforderungen. Bevorzugt werden Seen und Teiche mit schlammigem Boden. Für die Emergenz wählen die Larven keine speziellen Strukturen, sondern schlüpfen je nach Larvalhabitat rein opportunistisch.

## Artentrennung
Aufgrund genetischer Untersuchungen unter Leitung von Thomas Artiss wurde die im Jahr 1857 von Uhler in der Erstbeschreibung vorgenommene Zuordnung zur Gattung Libellula verändert und die Art der Gattung Ladona zugeordnet.